# Transnational Institute
Le Transnational Institute (TNI) est un think tank progressiste qui étudie l'impact et les conséquences de la mondialisation économique dans de nombreux domaines qui touchent au « vivre ensemble ».

## Présentation
Il se définit lui-même en ces termes : 

« Fondé en 1974, le TNI est un réseau international d’experts–activistes engagés à analyser de façon critique les problèmes globaux d’aujourd’hui et de demain, avec l’objectif de fournir un soutien intellectuel aux mouvements qui cherchent à orienter le monde dans une direction démocratique, équitable et environnementalement durable. »

La militante altermondialiste Susan George est présidente du conseil de surveillance du TNI.
Les membres de l'institut sont engagés dans la société civile et la vie associative de leurs pays respectifs. Basée à Amsterdam, l'équipe permanente du TNI se compose en 2006 de 25 personnes.